# Schoenoplectus paludicola
Schoenoplectus paludicola är en halvgräsart som först beskrevs av Carl Sigismund Kunth, och fick sitt nu gällande namn av Eduard Palla. Schoenoplectus paludicola ingår i släktet sävsläktet, och familjen halvgräs. Inga underarter finns listade i Catalogue of Life.